# مثلث آتش

مثلث آتش

مثلث آتش یا مثلث احتراق، مدل ساده‌ای برای درک مواد لازم برای اکثر آتش‌سوزی‌ها است. این مثلث سه عنصر مورد نیاز آتش را نشان می‌دهد: گرما، سوخت و یک عامل اکسنده (معمولاً اکسیژن). به‌طور طبیعی آتش زمانی رخ می‌دهد که این عناصر موجود باشند و با هم ترکیب شوند. با از بین بردن هر یک از عناصر مثلث آتش می‌توان از آتش‌سوزی جلوگیری یا آن را خاموش کرد. برای مثال، پوشاندن آتش با پتوی آتش‌نشانی اکسیژن را مسدود و می‌تواند آتش را خاموش کند.